# Бютикофер, Ханс
Ханс Бютикофер (нем. Hans Bütikofer, 29 июля 1915 — 12 января 2011) — швейцарский бобслеист, серебряный призёр зимних Олимпийских игр в Гармиш-Партенкирхене (1936) в составе четверки.
Годы активной спортивной карьеры спортсмена пришлись на конец 1930-х гг. На зимних Играх в Гармиш-Партенкирхене (1936) в составе второй сборной команды Швейцарии (Рето Кападрутт, Ханс Айшель, Фриц Фейерабенд, Ханс Бютикофер) завоевал серебряную медаль, уступив только первой национальной сборной своей страны.
Помимо бобслея, занимался и другими видами спорта: в частности, в том же 1936 году он стал чемпионом Швейцарии по водному поло и вице-чемпионом по хоккею на льду.
В послевоенные годы был президентом, а затем почётным президентом объединения спортсменов-олимпийцев Швейцарии.